# Дембно (Сьредський повіт)
Дембно (пол. Dębno, нім. Eichenried) — село в Польщі, у гміні Нове-Място-над-Вартою Сьредського повіту Великопольського воєводства.
Населення — 228 осіб (2011).
У 1975-1998 роках село належало до Познанського воєводства.

## Демографія
Демографічна структура станом на 31 березня 2011 року:
|          | Загалом | Допрацездатний вік | Працездатний вік | Постпрацездатний вік |
| -------- | ------- | ------------------ | ---------------- | -------------------- |
| Чоловіки | 126     | 25                 | 88               | 13                   |
| Жінки    | 102     | 20                 | 59               | 23                   |
| Разом    | 228     | 45                 | 147              | 36                   |